# Mioclaenus
Mioclaenus és un gènere extint de mamífers condilartres de la família dels hiopsodòntids que visqueren a Nord-amèrica durant el Paleocè, fa entre 60,9 i 63,8 milions d'anys. Se n'han trobat restes fòssils a Nou Mèxic i Wyoming (Estats Units). Són coneguts sobretot a partir de material dental i cranial. Tenien les dents semblants a les dels creodonts i dotades de cúspides afilades. Les dents incisives i canines eren petites, mentre que les premolars i molars eren baixes i senzilles. Els individus més grossos devien ser de la mida d'una marmota.